# Andryy

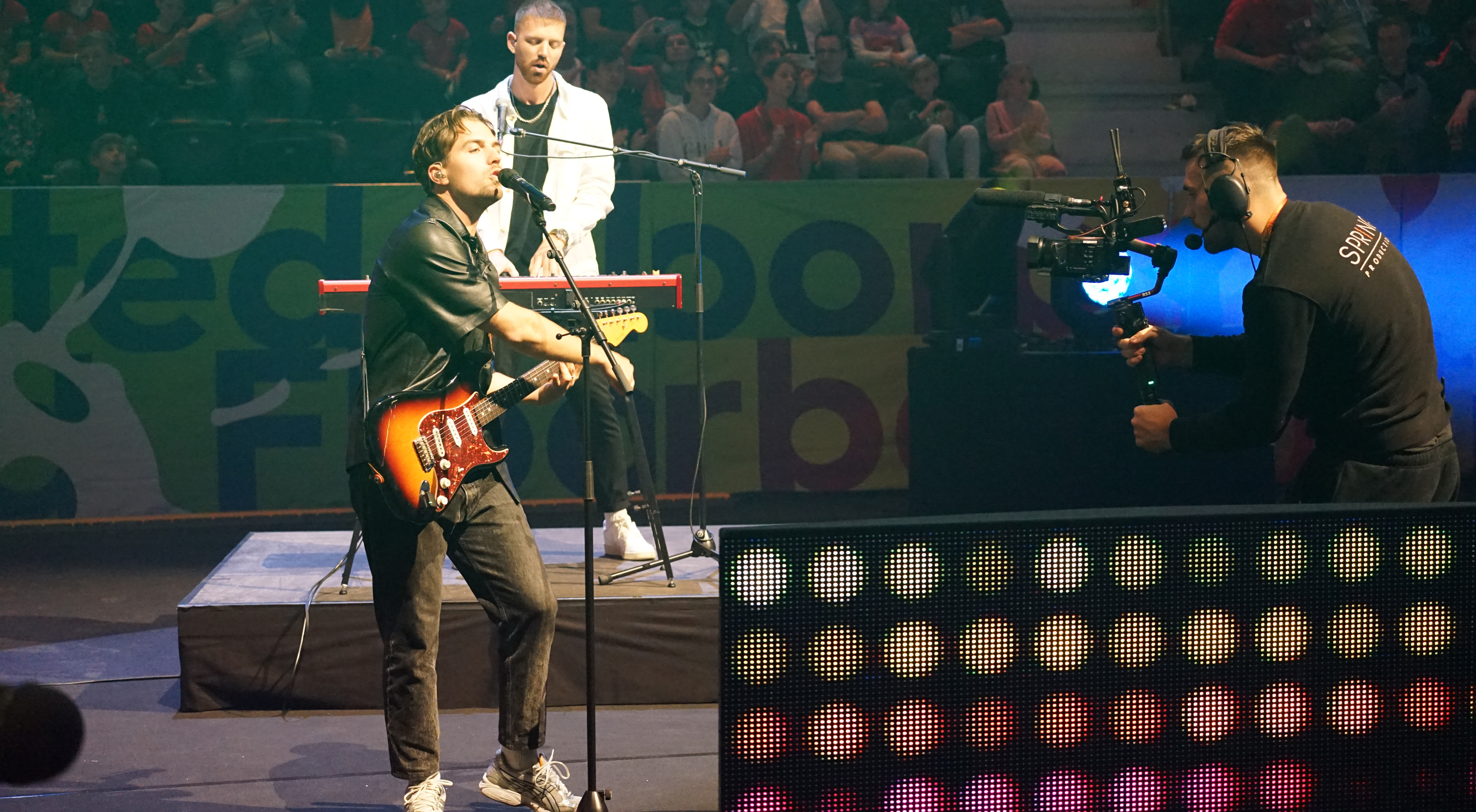
Auftritt bei der Unihockey-WM 2023

Andryy (* 1993 in Winterthur; bürgerlich Andri Jucken) ist ein Schweizer Musiker.

## Karriere
Andryy begann 16-jährig Gitarre zu spielen und studierte später Popmusik. Unter dem Namen Allen Finch veröffentlichte er 2016 sein gleichnamiges Debütalbum, das neun englischsprachige Songs enthält, darunter die Single «How would I be doin'».
Seine erste schweizerdeutsche EP Das isch mini erschti EP, merci fürs Lose erschien 2020. Seine zweite EP Gheimnis erschien ein Jahr später über das Label Orange Peel Records. Der Song «Zuegab» wurde in der Saison 2021/22 zum offiziellen Song der höchsten Spielklasse im Schweizer Fussball, der Super League.
2021 gewann Andryy mit dem Song «Ich liebs wie du mich verändrisch» die TV-Show Sing it your Way.
Die Single «Gold» war die offizielle Hymne für die Unihockey-Weltmeisterschaft 2022, die in der Schweiz ausgetragen wurde.
2023 veröffentlichte Andryy das Album Geisterfahrer über Universal Music. Im selben Jahr gewann er den Swiss Music Award in der Kategorie «Best Talent».

## Diskographie

### Alben
- 2016: Allen Finch (unter dem Namen "Allen Finch")
- 2023: Geisterfahrer (Universal Music)
- 2025: Wänn du da bisch (Universal Music)

### EPs
- 2020: Das isch mini erschti EP, merci fürs Lose

- 2021: Gheimnis (Orange Peel Records)

### Singles (Auswahl)
- 2021: Zuegab (offizieller Song der Super League Saison 2021/22)
- 2021: Ich liebs wie du mich veränderisch
- 2021: Julia[9]
- 2022: Gold (offizieller Song der Unihockey-Weltmeisterschaft 2022)
- 2022: Geisterfahrer[9]
- 2023: Mond (mit Marius Bear)
- 2023: Bruchpilot
- 2024: Wenn die wält wür ände
- 2024: Auge
- 2024: Du bisch nid verlore
- 2024: Mich oder züri

## Auszeichnungen

### Erhaltene Auszeichnungen
- 2023: Swiss Music Awards – Kategorie: «Best Talent»[10]